# Formule 1 v roce 2008 – testy

## Fiorano 7. leden

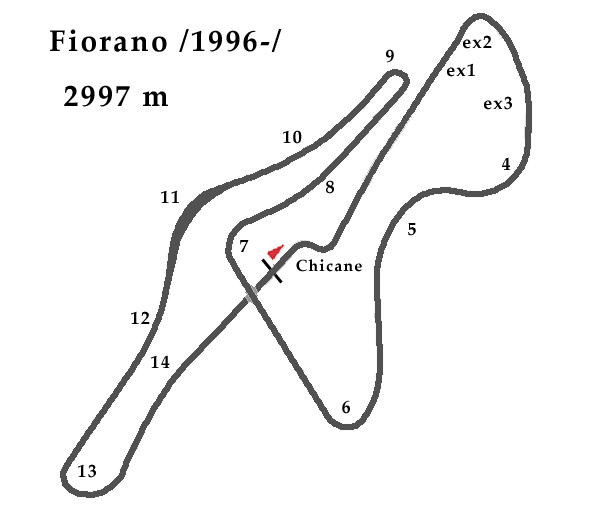
Fiorano

Scuderia Ferrari Marlboro představila v brzkých ranních hodinách nový monopost pro sezonu 2008. Vůz s označením F2008[nedostupný zdroj]  pilotoval úřadující mistr světa Kimi Räikkönen, odkroužil 55 kol na delší variantě trati s nejlepším časem 1:00,897.
Nové Ferrari se znovu vydá na trať 14. ledna ve španělském Jerezu, kde vůz podrobí testům oba oficiální piloti Felipe Massa a Kimi Räikkönen.
| Datum                    | Jezdec                   | Vůz                      | Výsledky                 |                          |
| Testy - Fiorano 7. leden | Testy - Fiorano 7. leden | Testy - Fiorano 7. leden | Testy - Fiorano 7. leden | Testy - Fiorano 7. leden |
| ------------------------ | ------------------------ | ------------------------ | ------------------------ | ------------------------ |
| 7. leden                 | Kimi Räikkönen           | Ferrari F2008            | 01:00.897                |                          |

## Barcelona 14. duben – 17. duben

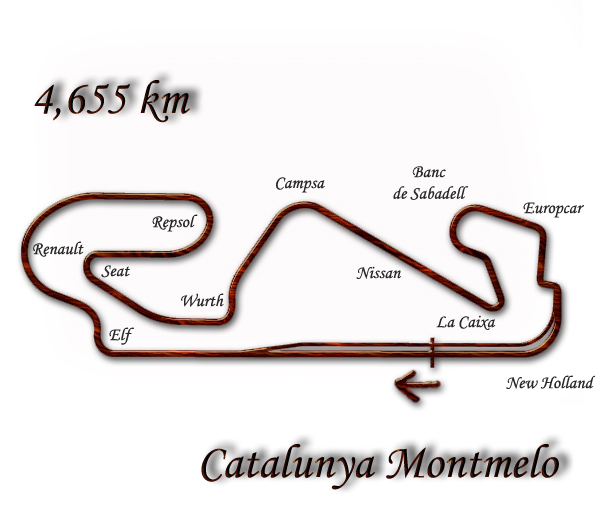
Okruh v Barceloně

14. duben – První opravdu zajímavé testy letošní sezóny se konaly od 14. do 17. dubna na Španělském okruhu Circuit de Catalunya. Pneumatikářský gigant Bridgestone dovezl novou směs bezdrážkových pneumatik, která by mohla odpovídat specifikaci na sezónu 2009 a většina týmů přijela vyzkoušet vylepšené verze letošních monopostů. Nejzajímavější nový prvek mělo na sobě jednoznačně Ferrari F2008 Brazilce Massy. Jednalo se již o dlouho avizovanou změnu "čumáku" vozu, ve kterém se teď objevila díra[nedostupný zdroj]. Tento revoluční prvek napomáhá zlepšení chování vozu za jiným monopostem, zvýšení přítlaku a samozřejmě i celkovému ovládání. Massa se věnoval zejména nastavení monopostu na následující velkou cenu, poznávání nových aerodynamických prvků a na konci testů zajel s letošní konfigurací vozu jasně nejrychlejší kolo. Ani tým McLaren však nespal. Na jeho voze jsme mohli být svědky použití prvků, které budou povinné v následující sezóně. Zejména přítlačná křídla[nedostupný zdroj] vykazovala na první pohled jasně zřetelnou proměnu. Stejně tak jsme ovšem mohli zaregistrovat nové poklice na předních kolech, které jsou však pouhou evolucí těch, které jsme mohli vidět v testech předsezónních. McLaren se soustředil zejména na sběr dat o nastavení na rok 2009. Změny vykazoval i trápící se tým Renault, Piquet jr. otestoval hned několik odlišných předních přítlačných křídel[nedostupný zdroj] a věnoval se zejména sběru dat pro Grand Prix Španělska.
Nová pravidla umožňují týmům během testů nasadit pouze jeden monopost. Kilometry zajeté na bezdrážkových pneumatikách se nepočítají do celkového testovacího limitu. Čas Felipe Massy na letošních pneumatikách činil 1:22.007.
15. duben – Druhý testovací den byl v počtu představených novinek podobně štědrý, jako den předchozí. Ferrari testovalo v podstatě totéž co předchozí den, jen s tím rozdílem, že nevyužilo slicky. I McLaren tentokrát upřednostnil testování na následující velkou cenu před testováním novinek pro novou sezónu, jen Pedra de la Rosu nahradil v kokpitu Lewis Hamilton. Nový směr tentokrát naznačovaly zejména týmy Honda a Renault. Zatímco britský tým zkoušel novinku na předku[nedostupný zdroj] vozu, jakousi inovaci loni testovaných "sloních uší", francouzi se rozhodli vyřešit problém se stabilitou instalací prodloužené zádi vozu, téměř totožnou s tou, kterou používá Red Bull Racing.
Po druhém dni testů se rozšířila diskuze o bezpečnosti zákazu zahřívacích deček. Zatímco první den před tímto problémem varoval pouze de la Rosa, během tohoto dne se k němu přidalo několik dalších jezdců (mj. Rubens Barrichello a Nico Rosberg).
16. duben – Ani předposlední testovací den se nenechal svou zajímavostí zahanbit. Místo různých inovací se však pozornost médií soustředila zejména na test nového monopostu stáje Toro Rosso. Monopost STR3 se však dle očekávání nestal žádným výrazným překvapením, neboť se jedná o téměř nepatrně změněné šasi sesterského konstruktéra, RB4. Do závodního stroje usedl francouzský jezdec Bourdais, první jezdec týmu – Němec Vettel – měl test s novým monopostem naplánovaný na následující den. Havárie, při které Francouz vážně STR3 poškodil[nedostupný zdroj], však vedla tým k zrušení testovacího programu. Druhou zajímavostí byl jistě návrat Michaela Schumachera do kokpitu Ferrari, ač sedminásobný mistr světa nebudil tolik pozornosti jako dřív minimálně pro německé fanoušky se stal terčem pozornosti. Jeho cílem bylo poskytnout týmu co nejvíce dat a připomínek ohledně chování pneumatik na následující sezónu. Schumacher se svezl na bezdrážkových pneumatikách[nedostupný zdroj] jak s letošní specifikací vozu, tak i s vozem, který měl generovaný přítlak na příští rok. Tým bude z jeho postřehů těžit při vývoji monopostu F2009. Po testu nových slicků se přidal ke skupině kritizujících jezdců a vyzval mezinárodní automobilovou federaci, aby zákaz předehřívání pneumatik ještě pořádně zvážila. Rozmělněné pozornosti novinářů využilo zejména BMW, které se rozhodlo, stejně jako McLaren první den testů, použít ploché zadní přítlačné křídlo[nedostupný zdroj] a otestovat chování monopostu podle pravidel na sezónu 2009.
Nejrychlejším mužem na pneumatikách s drážkami se stal Lewis Hamilton na McLarenu[nedostupný zdroj], celkové pořadí na posledních místech však bylo velmi vyrovnané.
17. duben – Mark Webber byl nejrychlejším pilotem v závěrečném dni testování na okruhu v Barceloně. Testovací den byl znepříjemněn deštěm, který se na trať snášel v ranních i odpoledních hodinách. Mark Webber své nejrychlejší kolo zajel právě v době, kdy trať oschla mezi oběma dešti. Heikki Kovalainen na McLarenu byl druhý se ztrátou přes 1,6 s na Australanův Red Bull, třetí byl Kimi Räikkönen na Ferrari následován Kubicou, Buttonem, Nakadžimou, Piquetem a Trullim. Vzhledem k podmínkám na trati, většina pilotů odkroužila méně jak 40 měřených kol.
| P¹        | Jezdec               | Vůz                | S²        | Čas       | Ztráta    | Kol       |
| 14. duben | 14. duben            | 14. duben          | 14. duben | 14. duben | 14. duben | 14. duben |
| --------- | -------------------- | ------------------ | --------- | --------- | --------- | --------- |
| 1.        | Felipe Massa         | Ferrari F2008      | X         | 1:18.339  |           | 77        |
| 2.        | Alexander Wurz       | Honda RA108        | X         | 1:21.059  | + 2.720   | 75        |
| 3.        | Pedro de la Rosa     | McLaren MP4-23     | X         | 1:21.566  | + 3.227   | 113       |
| 4.        | Nick Heidfeld        | BMW Sauber F1.08   |           | 1:21.679  | + 3.340   | 105       |
| 5.        | Nelson Piquet jr.    | Renault R28        | X         | 1:22.125  | + 3.786   | 69        |
| 6.        | David Coulthard      | Red Bull RB4       | X         | 1:22.197  | + 3.858   | 59        |
| 7.        | Kazuki Nakadžima     | Williams FW30      | X         | 1:22.431  | + 4.092   | 72        |
| 8.        | Timo Glock           | Toyota TF108       |           | 1:22.590  | + 4.251   | 92        |
| 9.        | Vitantonio Liuzzi    | Force India VJM-01 | X         | 1:22.846  | + 4.507   | 91        |
| 15. duben |                      |                    |           |           |           |           |
| 1.        | Rubens Barrichello   | Honda RA108        | X         | 1:18.928  |           | 77        |
| 2.        | Giancarlo Fisichella | Force India VJM-01 | X         | 1:19.721  | + 0.793   | 79        |
| 3.        | Felipe Massa         | Ferrari F2008      |           | 1:20.283  | + 1.355   | 113       |
| 4.        | David Coulthard      | Red Bull RB4       | X         | 1:20.392  | + 1.464   | 87        |
| 5.        | Lewis Hamilton       | McLaren MP4-23     |           | 1:20.452  | + 1.524   | 96        |
| 6.        | Fernando Alonso      | Renault R28        |           | 1:20.616  | + 1.688   | 118       |
| 7.        | Nico Rosberg         | Williams FW30      | X         | 1:20.800  | + 1.872   | 115       |
| 8.        | Timo Glock           | Toyota TF108       | X         | 1:20.870  | + 1.942   | 112       |
| 9.        | Nick Heidfeld        | BMW Sauber F1.08   |           | 1:20.981  | + 2.053   | 197       |

| P¹        | Jezdec             | Vůz                | S²        | Čas       | Ztráta    | Kol       |
| 16. duben | 16. duben          | 16. duben          | 16. duben | 16. duben | 16. duben | 16. duben |
| --------- | ------------------ | ------------------ | --------- | --------- | --------- | --------- |
| 1.        | Fernando Alonso    | Renault R28        | X         | 1:18.483  |           | 100       |
| 2.        | Michael Schumacher | Ferrari F2008      | X         | 1:19.323  | + 0.840   | 83        |
| 3.        | Adrian Sutil       | Force India VJM-01 | X         | 1:19.424  | + 0.941   | 102       |
| 4.        | Robert Kubica      | BMW Sauber F1.08   | X         | 1:19.785  | + 1.302   | 112       |
| 5.        | Nico Rosberg       | Williams FW30      | X         | 1:19.841  | + 1.358   | 65        |
| 6.        | Rubens Barrichello | Honda RA108        | X         | 1:19.920  | + 1.437   | 141       |
| 7.        | Lewis Hamilton     | McLaren MP4-23     |           | 1:20.591  | + 2.108   | 102       |
| 8.        | Sébastien Bourdais | Toro Rosso STR3    |           | 1:20.715  | + 2.232   | 71        |
| 9.        | Mark Webber        | Red Bull RB4       |           | 1:20.849  | + 2.366   | 87        |
| 10.       | Jarno Trulli       | Toyota TF108       |           | 1:20.867  | + 2.384   | 90        |
| 17. duben |                    |                    |           |           |           |           |
| 1.        | Mark Webber        | Red Bull RB4       |           | 1:21.953  |           | 37        |
| 2.        | Heikki Kovalainen  | McLaren MP4-23     |           | 1:23.589  | + 1.636   | 34        |
| 3.        | Kimi Räikkönen     | Ferrari F2008      |           | 1:23.619  | + 1.666   | 34        |
| 4.        | Robert Kubica      | BMW Sauber F1.08   |           | 1:24.715  | + 2.762   | 32        |
| 5.        | Jenson Button      | Honda RA108        |           | 1:24.873  | + 2.920   | 41        |
| 6.        | Kazuki Nakadžima   | Williams FW30      |           | 1:24.927  | + 2.974   | 62        |
| 7.        | Nelson Piquet Jr.  | Renault R28        |           | 1:26.100  | + 4.147   | 61        |
| 8.        | Jarno Trulli       | Toyota TF108       |           | 1:32.150  | + 10.197  | 18        |

¹Pozice; ²Křížek - použití bezdrážkových pneumatik
Přestože z testů v zásadě nelze získat téměř žádné jasně zřetelné náznaky rychlosti jednotlivých monopostů, můžeme se jejich shrnutím pokusit alespoň o nějaký poznatek.
Pokud se podíváme na deset nejlepších časů, nezarazí nás ani tak fakt, že Ferrari si v tomto ohledu vedlo zdaleka nejlépe, ale spíše, že mezi deseti nejrychlejšími koly chybí vůz týmu McLaren (12.). Pokud prostudujeme následující tabulku detailněji nemůže nám uniknout, že desátý nejlepší čas Brazilce Massy byl dokonce dosažen na letošních drážkovaných pneumatikách, což je opravdu chvályhodný výkon.
| 1.  | Felipe Massa         | Ferrari F2008      | 1:18.339 |
| 2.  | Fernando Alonso      | Renault R28        | 1:18.483 |
| 3.  | Rubens Barrichello   | Honda RA108        | 1:18.928 |
| 4.  | Michael Schumacher   | Ferrari F2008      | 1:19.323 |
| 5.  | Adrian Sutil         | Force India VJM-01 | 1:19.424 |
| 6.  | Giancarlo Fisichella | Force India VJM-01 | 1:19.721 |
| 7.  | Robert Kubica        | BMW Sauber F1.08   | 1:19.785 |
| 8.  | Nico Rosberg         | Williams FW30      | 1:19.841 |
| 9.  | Rubens Barrichello   | Honda RA108        | 1:19.920 |
| 10. | Felipe Massa         | Ferrari F2008      | 1:20.283 |

| 1.  | Scuderia Ferrari            | 1:18.339 |
| 2.  | Renault                     | 1:18.483 |
| 3.  | Honda                       | 1:18.928 |
| 4.  | Force India-Ferrari         | 1:19.424 |
| 5.  | BMW Sauber                  | 1:19.785 |
| 6.  | Williams-Toyota             | 1:19.841 |
| 7.  | Red Bull-Renault            | 1:20.392 |
| 8.  | McLaren-Mercedes            | 1:20.452 |
| 9.  | Scuderia Toro Rosso-Ferrari | 1:20.715 |
| 10. | Toyota                      | 1:20.867 |

## Paul Ricard 14. květen - 16. květen
14. květen - Všech deset týmů, které po odstoupení japonské stáje Super Aguri, v šampionátu setrvalo, nastoupilo k testům ve francouzském Paul Ricard. Testy i verze trati (2DSC), byly přizpůsobéné co nejvíce k simulaci následujících dvou závodů v Monaku a Kanadě.
Honda představila novou variaci na své "zaječí uši" a upravenou variantu s bočními křidélky[nedostupný zdroj]. S novinkami se představil i Williams, kde zkoušeli nový kryt motoru na způsob Red Bullu a Renaultu. Tým Toro Rosso testovalo nový vůz STR03, který se oficiálně představí při Grand Prix Monaka. V monopostech stájí Honda, Force India a Renault jezdili testmeni Alexander Wurz, respektive Vitantonio Lizzi a Lucas di Grasi. Nejrychlejší čas dne zajel Brit Lewis Hamilton, před Kimi Räikkönenem a Robertem Kubicou.

15. květen - Druhý den testu na trati v Paul Ricard ovládli finští piloti, Kimi Räikkönen na Ferrari a Heikki Kovalainen na McLarenu.
| P¹         | Jezdec               | Vůz                | S²         | Čas        | Ztráta     | Kol        |
| 14. květen | 14. květen           | 14. květen         | 14. květen | 14. květen | 14. květen | 14. květen |
| ---------- | -------------------- | ------------------ | ---------- | ---------- | ---------- | ---------- |
| 1.         | Lewis Hamilton       | McLaren MP4-23     |            | 1:05.600   |            | 84         |
| 2.         | Kimi Räikkönen       | Ferrari F2008      |            | 1:06.098   | + 0.489    | 103        |
| 3.         | Robert Kubica        | BMW Sauber F1.08   |            | 1:06.177   | + 0,577    | 124        |
| 4.         | Mark Webber          | Red Bull RB4       |            | 1:06.348   | + 0,748    | 93         |
| 5.         | Sebastian Vettel     | Toro Rosso STR3    |            | 1:06.372   | + 0,772    | 99         |
| 6.         | Nico Rosberg         | Williams FW30      |            | 1:06.571   | + 0,971    | 154        |
| 7.         | Alexander Wurz       | Honda RA108        |            | 1:06.681   | + 1,081    | 131        |
| 8.         | Timo Glock           | Toyota TF108       |            | 1:06.936   | + 1,335    | 93         |
| 9.         | Vitantonio Liuzzi    | Force India VJM-01 |            | 1:07.346   | + 1,746    | 106        |
| 10.        | Lucas Di Grassi      | Renault R28        |            | 1:07.430   | + 1,830    | 146        |
| 15. květen |                      |                    |            |            |            |            |
| 1.         | Kimi Räikkönen       | Ferrari F2008      |            | 1:05.381   |            | 102        |
| 2.         | Heikki Kovalainen    | McLaren MP4-23     |            | 1:05.471   | + 0,090    | 89         |
| 3.         | Robert Kubica        | BMW Sauber F1.08   |            | 1:05.905   | + 0,524    | 135        |
| 4.         | David Coulthard      | Red Bull RB4       |            | 1:06.001   | + 0,620    | 82         |
| 5.         | Jenson Button        | Honda RA108        |            | 1:06.091   | + 0,710    | 155        |
| 6.         | Sébastien Bourdais   | Toro Rosso STR3    |            | 1:06.125   | + 0,744    | 110        |
| 7.         | Jarno Trulli         | Toyota TF108       |            | 1:06.205   | + 0,824    | 120        |
| 8.         | Nelson Piquet jr.    | Renault R28        |            | 1:06.355   | + 0,974    | 193        |
| 9.         | Kazuki Nakadžima     | Williams FW30      |            | 1:07.080   | + 1,699    | 129        |
| 10.        | Adrian Sutil         | Force India VJM-01 |            | 1:07.104   | + 1,723    | 66         |
| 11.        | Giancarlo Fisichella | Force India VJM-01 |            | 1:07.123   | + 1,742    | 64         |

| P¹                                         | Jezdec               | Vůz                | S²         | Čas        | Ztráta     | Kol        |
| 16. květen                                 | 16. květen           | 16. květen         | 16. květen | 16. květen | 16. květen | 16. květen |
| ------------------------------------------ | -------------------- | ------------------ | ---------- | ---------- | ---------- | ---------- |
| 1.                                         | Jarno Trulli         | Toyota TF108       |            | 1:31.360   |            | 26         |
| 2.                                         | Nelson Piquet jr.    | Renault R28        |            | 1:31.634   | + 0,274    | 60         |
| 3.                                         | Pedro de la Rosa     | McLaren MP4-23     |            | 1:32.143   | + 0,783    | 53         |
| 4.                                         | Sebastian Vettel     | Red Bull RB4       |            | 1:32.480   | + 1,120    | 49         |
| 5.                                         | Felipe Massa         | Ferrari F2008      |            | 1:33.246   | + 1,886    | 19         |
| 6.                                         | Nick Heidfeld        | BMW Sauber F1.08   |            | 1:33.371   | + 2,011    | 30         |
| 7.                                         | Sebastien Buemi      | Red Bull RB4       |            | 1:34.064   | + 2,704    | 16         |
| 8.                                         | Giancarlo Fisichella | Force India VJM-01 |            | 1:34.071   | + 2,711    | 31         |
| 9.                                         | Jenson Button        | Honda RA108        |            | 1:36.501   | + 5,141    | 19         |
| 10.                                        | Adrian Sutil         | Force India VJM-01 |            | 1:43.877   | + 12,517   | 13         |
| 11.                                        | Nico Hülkenberg      | Williams FW30      |            | 1:44.741   | + 13,381   | 35         |
| Srovnání nejlepších časů jednotlivých týmů |                      |                    |            |            |            |            |
| 1.                                         | Scuderia Ferrari     | Scuderia Ferrari   |            | 1:05.381   |            | *          |
| 2.                                         | McLaren              | McLaren            |            | 1:05.471   | + 0,090    | *          |
| 3.                                         | BMW Sauber           | BMW Sauber         |            | 1:05.905   | + 0,524    | *          |
| 4.                                         | Red Bull             | Red Bull           |            | 1:06.001   | + 0,620    | *          |
| 5.                                         | Honda                | Honda              |            | 1:06.091   | + 0,710    | *          |
| 6.                                         | Toro Rosso           | Toro Rosso         |            | 1:06.125   | + 0,744    | *          |
| 7.                                         | Toyota               | Toyota             |            | 1:06.205   | + 0,824    | *          |
| 8.                                         | Renault              | Renault            |            | 1:06.355   | + 0,974    | *          |
| 9.                                         | Williams             | Williams           |            | 1:06.571   | + 1,190    | *          |
| 10.                                        | Force India          | Force India        |            | 1:07.104   | + 1,723    | *          |